# Tyto
Tyto é um gênero de corujas da família Tytonidae. São corujas cosmopolitas, mais difundidas nas regiões quentes.

## Espécies

### Espécies recentes
O número de espécies no gênero Tyto varia conforme o autor: Sibley e Monroe (1990; 1993) listavam 15; Howard e Moore (2003) 13; Clements (2007) 14; Global Owl Project (2008) 17; Bird Life International (2008) 13; Avibase (2008) 17.
- Coruja-fuliginosa-grande, Tyto tenebricosa (Gould, 1845)
- Coruja-fuliginosa-pequena, Tyto multipunctata[2] (Mathews, 1912)
- Coruja-de-minahassa, Tyto inexspectata (Schlegel, 1879)
- Coruja-de-taliabu, Tyto nigrobrunnea, Considerada uma espécie quase extinta. (Neumann, 1939)
- Coruja-das-tanimbar, Tyto sororcula (Sclater, 1883)
- Coruja-de-manus, Tyto manusi (Rothschild e Hartert, 1914)
- Coruja-dourada, Tyto aurantia (Salvadori, 1881)
- Coruja-da-oceânia, Tyto novaehollandiae (Stephens, 1826)
- Coruja-de-celebes, Tyto rosenbergii (Schlegel, 1866)
- Coruja-malgaxe, Tyto soumagnei (A. Grandidier, 1878)
- Coruja-das-torres-ocidental, Tyto alba (Scopoli, 1769)
- Tyto furcata (Temminck, 1827)
- Tyto detorta [3] (Hartert, 1913)
- Tyto castanops [4] (Gould, 1837)* Coruja-das-torres-oriental, Tyto javanica
- Coruja-das-andamão, Tyto deroepstorffi [5] (Hume, 1875)
- Coruja-de-face-cinza, Tyto glaucops (Kaup, 1852)
- Coruja-do-cabo, Tyto capensis (A. Smith, 1834)
- Coruja-do-capim, Tyto longimembris [6] (Jerdon, 1839)

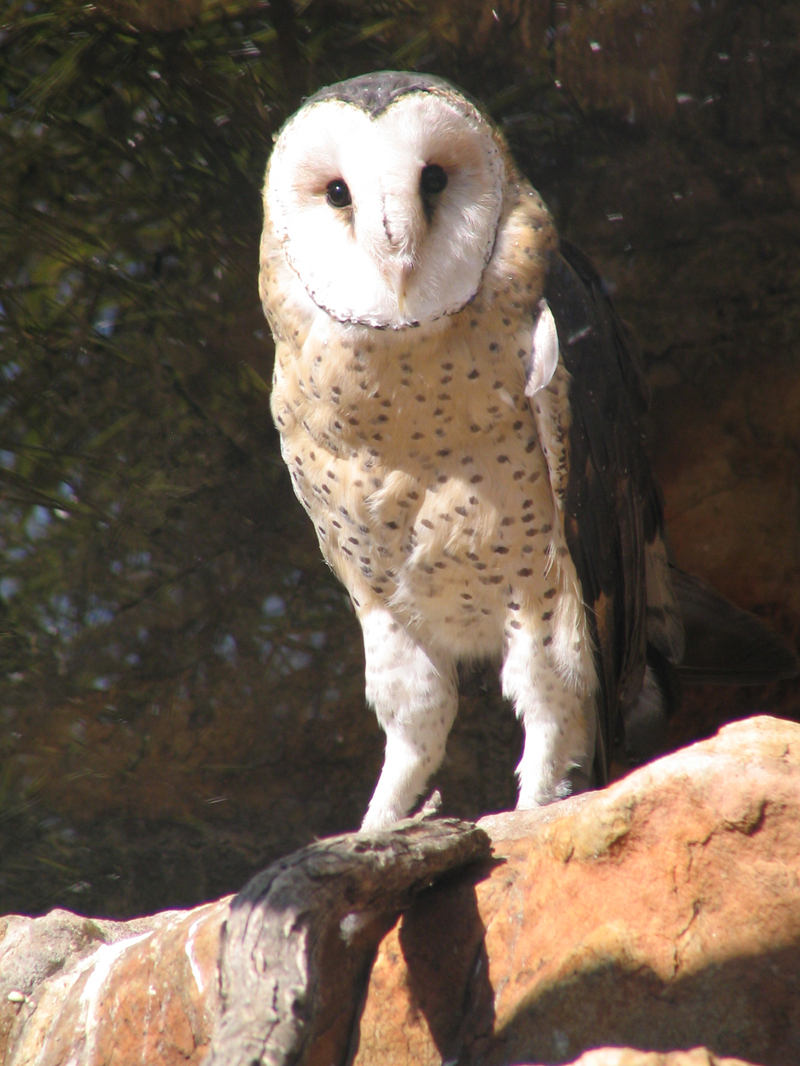
Tyto capensis

### Espécies extintas
- Tyto sanctialbani (Lydekker, 1893)
- Tyto gigantea Ballmann, 1973
- Tyto balearica Mourer-Chauviré, Alcover, Moyà e Pons, 1980
- Tyto mourerchauvireae Pavia, 2004
- Tyto jinniushanensis Hou, 1993
- Tyto pollens Wetmore 1937
- Tyto ostologa Wetmore, 1922
- Tyto riveroi Arredondo, 1972
- Tyto noeli Arredondo, 1972
- Tyto neddi Steadman e Hilgartner, 1999
- Tyto cavatica Wetmore, 1920
- Tyto letocarti Balouet e Olson, 1989